# ضفيرة كظرية
الضَّفيرَةُ الكُظْرِيَّة (بالإنجليزية: Suprarenal plexus)‏ تتكون من فروع من الضفيرة البطنية (من العُقد البطنية)، ومن العصب الحجابي والعصب الصدري الحشوي الكبير. يتم تشكيل العقدة عند نقطة التقائها بالعصب الأخير.

## التعصيب
تُعصِب الضفيرة الكظرية الغدة الكظرية، تتوزع بشكل رئيسي في لب الغدة الكظرية؛ وتُعد الفروع العصبية كبيرة نسبياً مقارنة بالغدة الكظرية.